# Utica Avenue Pentecostal Tabernacle
Utica Avenue Pentecostal Tabernacle, kristen församling i New York, grundad i maj 1895.
Församlingen, som från starten hade 32 medlemmar, var ett resultat av det missionsarbete som affärsmannen William Howard Hoople hade startat i Brooklyn, i januari 1894.
En kyrkobyggnad restes och Hoople kallades som pastor.
I december 1895 möttes ombud från församlingen med representanter från the Bedford Avenue Pentecostal Church och the Emmanuel Pentecostal Tabernacle. De tre församlingar enades om att tillsammans bilda the Association of Pentecostal Churches of America och lade fast stadgar och lärosättningar för densamma.
Pastorerna Hoople, H B Hosley, John Norberry, Charles BeVier och H F Reynolds var några av ingenjörerna bakom detta samgående.